# 池内新蔵
池内 新蔵（いけうち しんぞう、1895年〈明治28年〉6月6日 - 没年不明）は、日本の実業家、鳥取県多額納税者、地主。池内綿糸店社長。鳥取商工会議所顧問。

## 経歴
鳥取県鳥取市出身。池内新蔵の長男。1913年、旧制鳥取中学校（現・鳥取県立鳥取西高等学校）を卒業する。家業の綿糸商を継承する。池内綿糸店、とりせんビル、丸興綿業各社長、鳥取大丸、鳥取瓦斯、日ノ丸証券、日ノ丸金属、日本海テレビ各取締役をつとめる。

## 人物
鳥取市の豪商である。趣味は刀剣、読書。宗教は真宗。住所は鳥取市元大工町。

## 家族・親族
池内家
池内家は、藩政時代に主として酒造業により繁栄し、「高砂屋十家」と称された高砂屋一族のうちの一家である。「高砂屋十家」はいずれも高砂の郷士・池内氏を祖とし、本町四丁目にあった沢氏（初代高砂屋惣兵衛）と川端二丁目にあった小川氏（初代高砂屋六兵衛）を高砂屋両本家としていた。池内家文書を所蔵する池内勝信は、高砂屋六兵衛（小川氏）の甥吉右衛門から始まった高砂屋の家筋（苗字・飛田）の後裔である。
- 父・新蔵[2]（1869年 - ?、綿糸商） - 鳥取市材木町・池内久三郎の二男[10]。幼い頃に両親に別れる[10]。1889年、姫路歩兵第十連隊に入営[10]。1892年、帰郷し鳥取市元大工町に独立、綿糸商を経営する[10]。その経営する製綿工場は20余名の職工を使用する[10]。鳥取市商工会常議員である[10]。県より民力涵養実行委員を嘱託される[10]。
- 母・ヒデ（樺藤六の三女）[7]
- 妻・政子（1902年 - ?、浜田金治の妹）[2][4]
- 長男・勝信（1933年 - ?、呉服寝具商）[2]
- 二男[4]
- 長女[4]
- 二女[4]
- 三女[4]
- 四女[4]

親戚
- 樺正董（数学教育家、数学者）